# Aragonés del valle de Acumuer
El aragonés del valle de Acumuer es la variedad dialectal del aragonés hablada en el valle de Tena, en el Alto Gállego (provincia de Huesca, Aragón, España), perteneciente al bloque central.

## Fonética
Casos de pérdida de la -o final:
- Viturián, camins, foratín, pin.

Está documentada la epéntesis antihiática en el hiato ía:
- diya.

Casos de ch en vez de Z:
- chiriguellera.

Como ocurre en aragonés somontanés, jaqués o el del valle de Jasa, el fonema de la –x- a veces puede castellanizarse en –ch- por cheada (se documenta abacho pero también baixa y cobaixo, ixos). Hay posibles rearagonesizaciones incorrectas con xeada: xiracans, xiramoscas
Sordas intervocálicas conservadas en:
- artica, batallo, acachar, monyaco.

En el grupo -it- derivado del latín -CT- cabe destacar que el aragonés del valle de Acumuer es junto con el cheso uno de los pocos sitios del Alto Aragón occidental donde se ha documentado la forma nueit no castellanizada como noche, (en el belsetano, centro-oriental, mantiene la pronunciación de la -t final en nuet).

## Morfología
los artículos son o, os, a, as con variante postvocálica ro, ros, ra, ras.
Participios en -au, –iu: cogiu, follau, ("con fuellas"), salvau. 
Diminutivo -et prenunciado –é.

## Léxico
Léxico occidental: calderizo, paxaro...
Palabras curiosas: amortación (despoblación), rodel (corro de gente).